# Loxostege lepidalis
Loxostege lepidalis là một loài bướm đêm trong họ Crambidae.